# The Una
The Una fou una de les primeres revistes feministes, escrita i editada íntegrament per dones. Establerta i editada a Providence, Rhode Island, Estats Units, per Paulina Wright Davis al febrer de 1853; més endavant es traslladà a Boston, quan Paulina W. Davis li'n cedí la responsabilitat a Caroline Healey Dall; ací es publicà fins a octubre de 1855.
La revista, dedicada a apoderar la dona, es publicà mensualment durant els seus quasi anys d'existència i és reconeguda per haver estat la primera publicació del Moviment pels drets de les dones. Entre les col·laboradores n'hi havia importants feministes i educadores com Elizabeth Cady Stanton, Lucy Stone, Ednah Dow Littlehale Cheney i Elizabeth Palmer Peabody.